# Bomarzo
Bomarzo – miejscowość i gmina we Włoszech, w regionie Lacjum, w prowincji Viterbo. W czasach rzymskich Polymartium. Historyczna siedziba rodu Orsini do 1645 roku.
Według danych na rok 2008 gminę zamieszkiwały 1823 osoby (893 mężczyzn, 930 kobiet), 46,7 os./km².
Główną atrakcją jest Park Potworów (Parco dei Monstri), zlokalizowany na obrzeżu Bomarzo. Unikatowy, manierystyczny park powstał z inicjatywy Pier Francesco Orsini (1528-88) dla jego żony Giulii Farnese. Prawdopodobnie projektu Pirro Ligorio. Park wypełniony jest gigantycznymi rzeźbami potworów, postaci mitologicznych oraz pawilonami ogrodowymi. Część z nich odwołuje się do siedmiu cudów świata starożytnego. Ogród stanowił inspirację dla artystów takich jak: Salvador Dalí, Jean Cocteau, Niki de Saint Phalle.